# De Weer
De Weer is een behuisde wierde in de gemeente Eemsdelta  De wierde ligt langs de Delleweg (N996) tussen Middelstum en Stedum. De wierde is in de jaren negentig van de twintigste eeuw uitgebreid onderzocht en gerestaureerd. Feitelijk zijn het drie kleinere vrij recente wierden uit de middeleeuwen, die niet tot een grotere wierde zijn uitgegroeid doordat rond die tijd een zeedijk werd aangelegd. Daardoor was verdere ophoging niet meer nodig.
Van der Aa geeft in zijn Aardrijkskundig Woordenboek weer dat het in de negentiende eeuw een buurtje was met een drukbezochte herberg aan de Delleweg. Hij vermeldt ook dat er een borg zou hebben gestaan, maar deze wordt nergens anders genoemd.

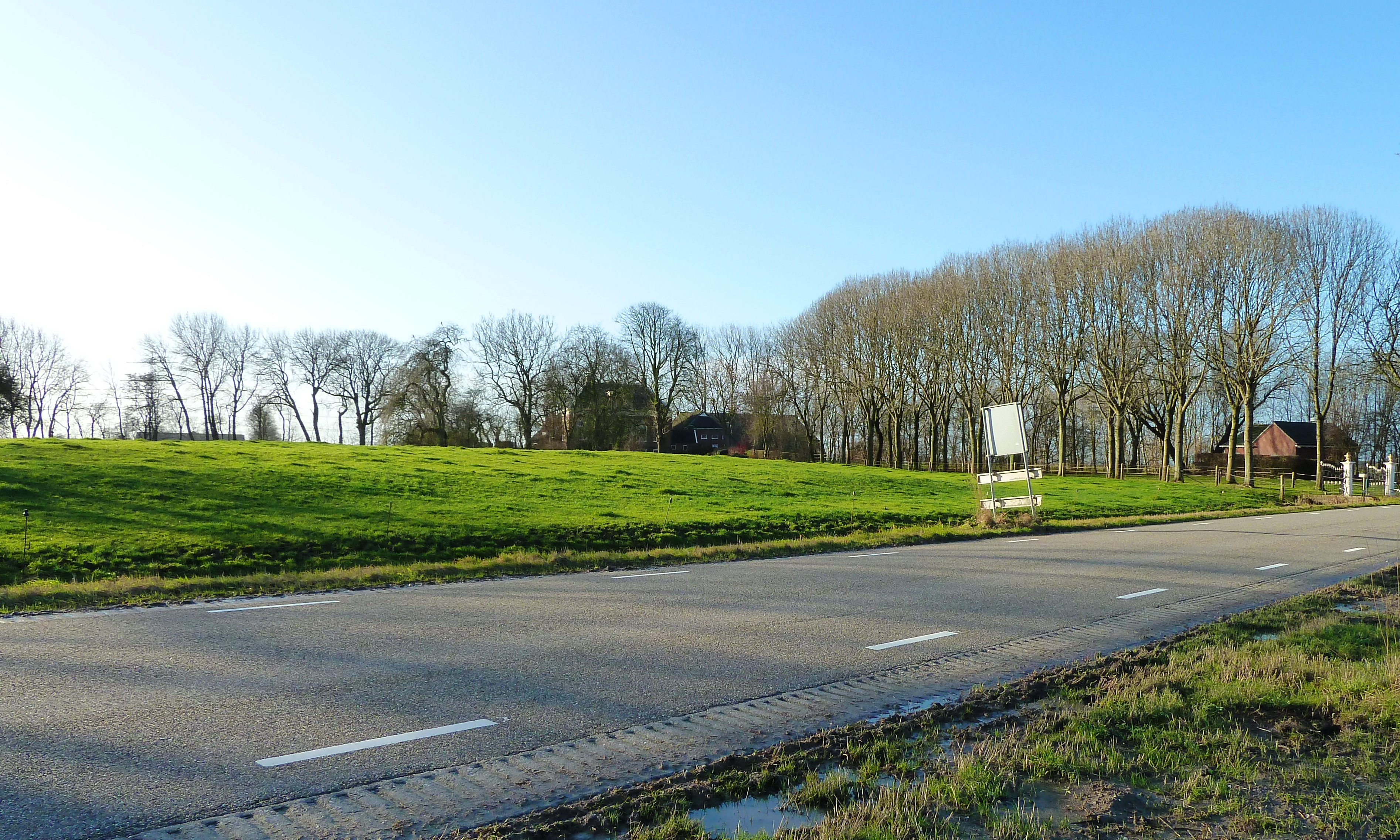
De wierde
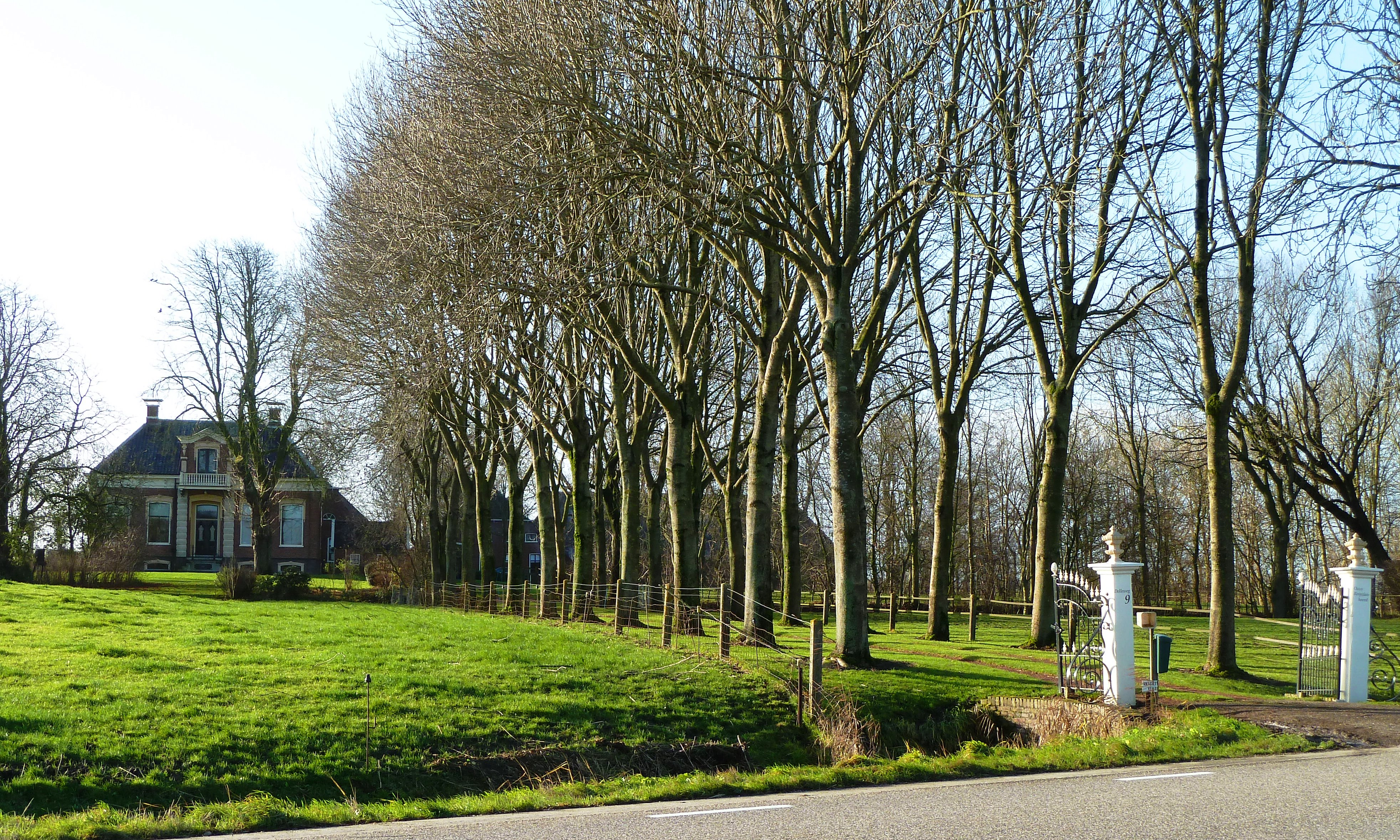
Boerderij Occo Reintiesheert (1860) naast de wierde
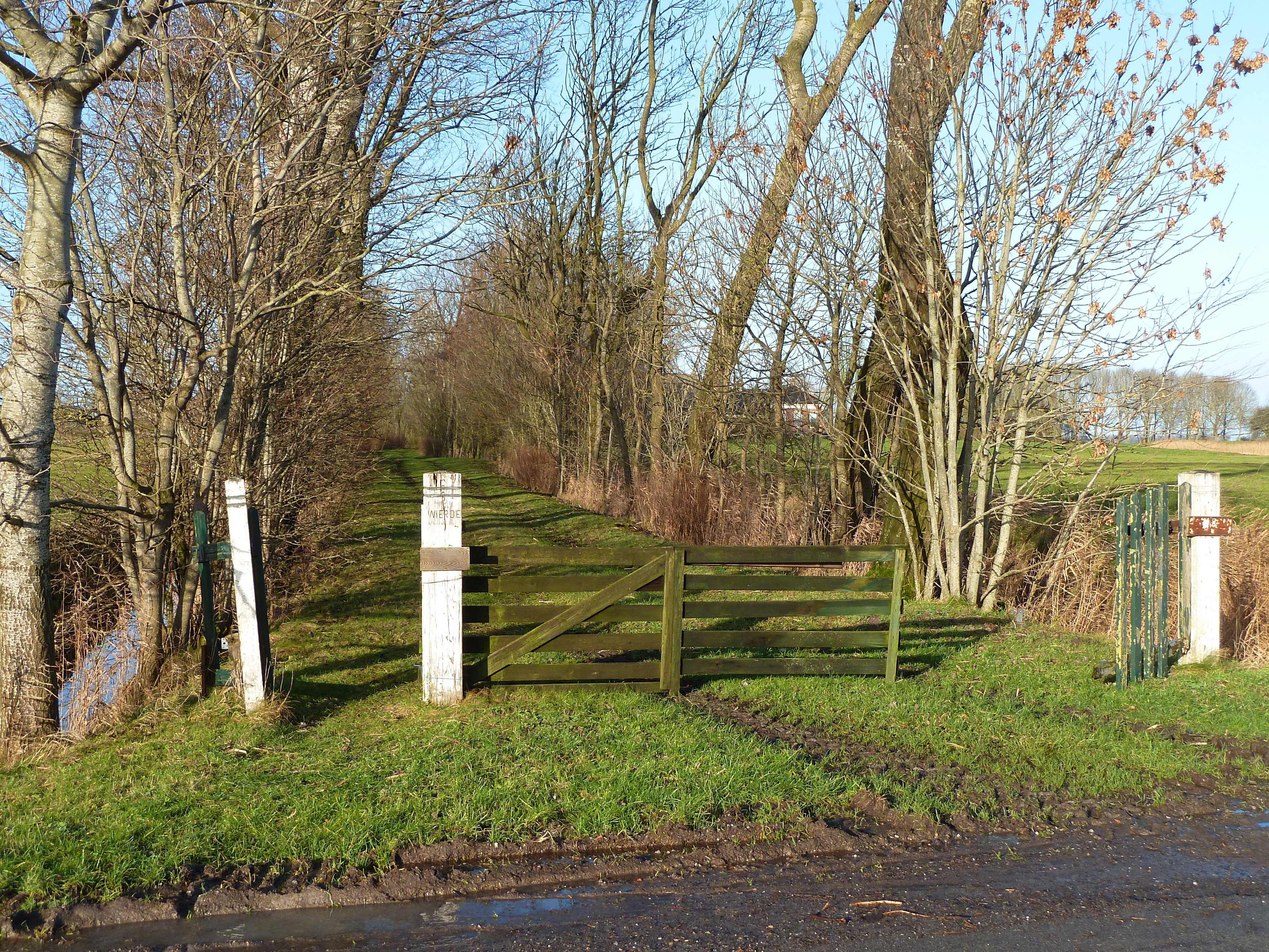
Toegangspad naar de Occo Reintiesheert vanaf de Weersterweg

Groningen: Steden en dorpen      Nederland: Provincies · Gemeenten